# Furco
Furco és una parròquia consagrada a Sant Joan pertanyent al municipi de Becerreá, província de Lugo.
Segons el padró municipal de 2004 la parròquia de Furco tenia 126 habitants (61 homes i 65 dones), distribuïts en 5 entitats de població (o lugares), el que pressuposà una disminució en relació al padró de l'any 1999 quan hi havia 145 habitants. Segons l'IGE, el 2014 la seva població va caure fins a les 112 persones (56 homes i 56 dones).

## Llocs
- Casar
- As Fontes
- Furco
- San Pedro
- Sarceada